# Erich Kühnhackl
Erich Kühnhackl (* 17. Oktober 1950 in Citice, Tschechoslowakei) ist ein ehemaliger deutscher Eishockeyspieler. Er ist ehemaliger Trainer der deutschen Nationalmannschaft und ehemaliger Vizepräsident des Deutschen Eishockey-Bundes. Er wurde im Jahr 2000 zum „Deutschen Eishockeyspieler des Jahrhunderts“ gewählt und ist eines der dreizehn deutschen Mitglieder der IIHF Hall of Fame sowie Mitglied der Hall of Fame des deutschen Sports.

## Karriere

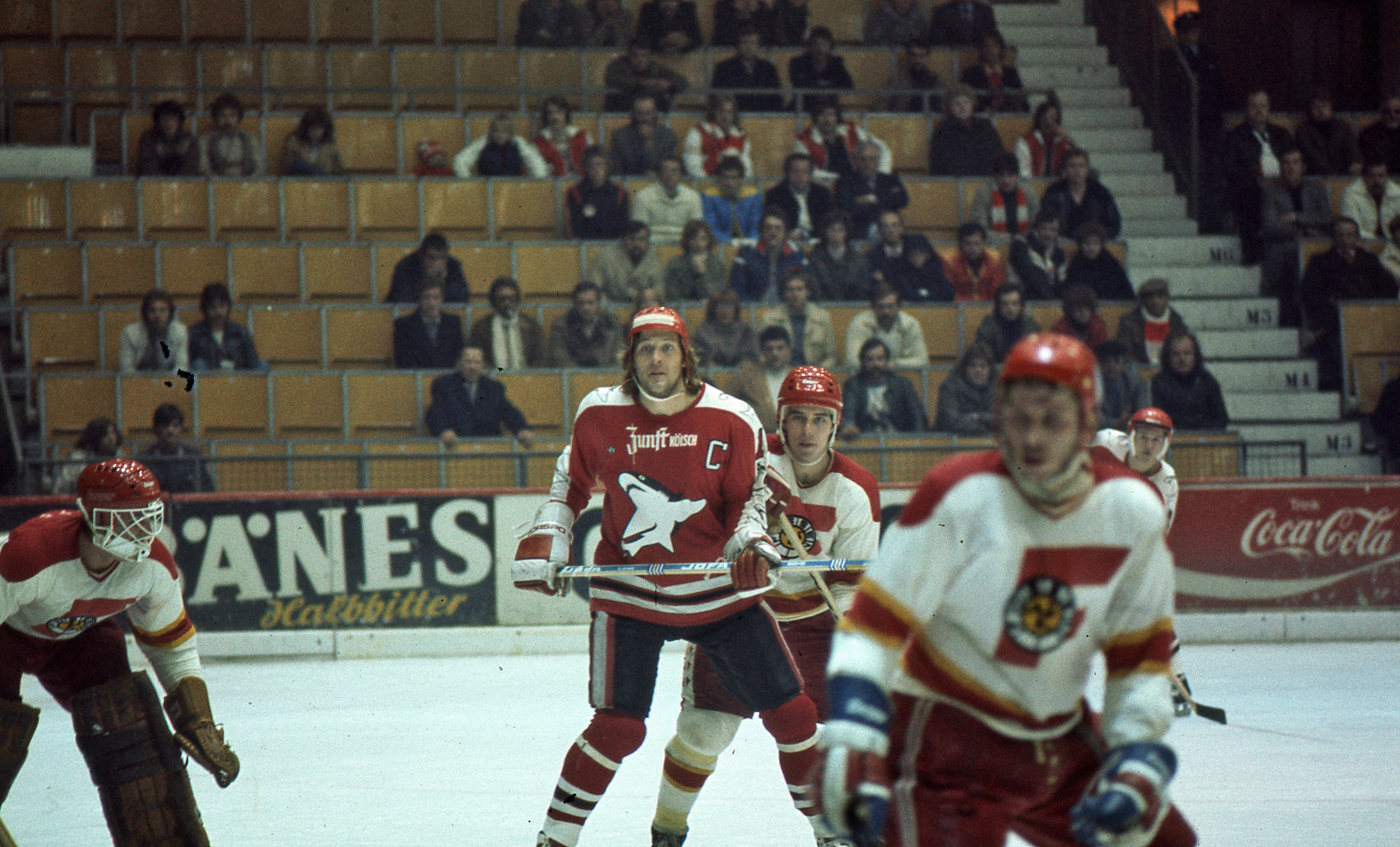
Erich Kühnhackl (Mitte) im Trikot des Kölner EC 1977

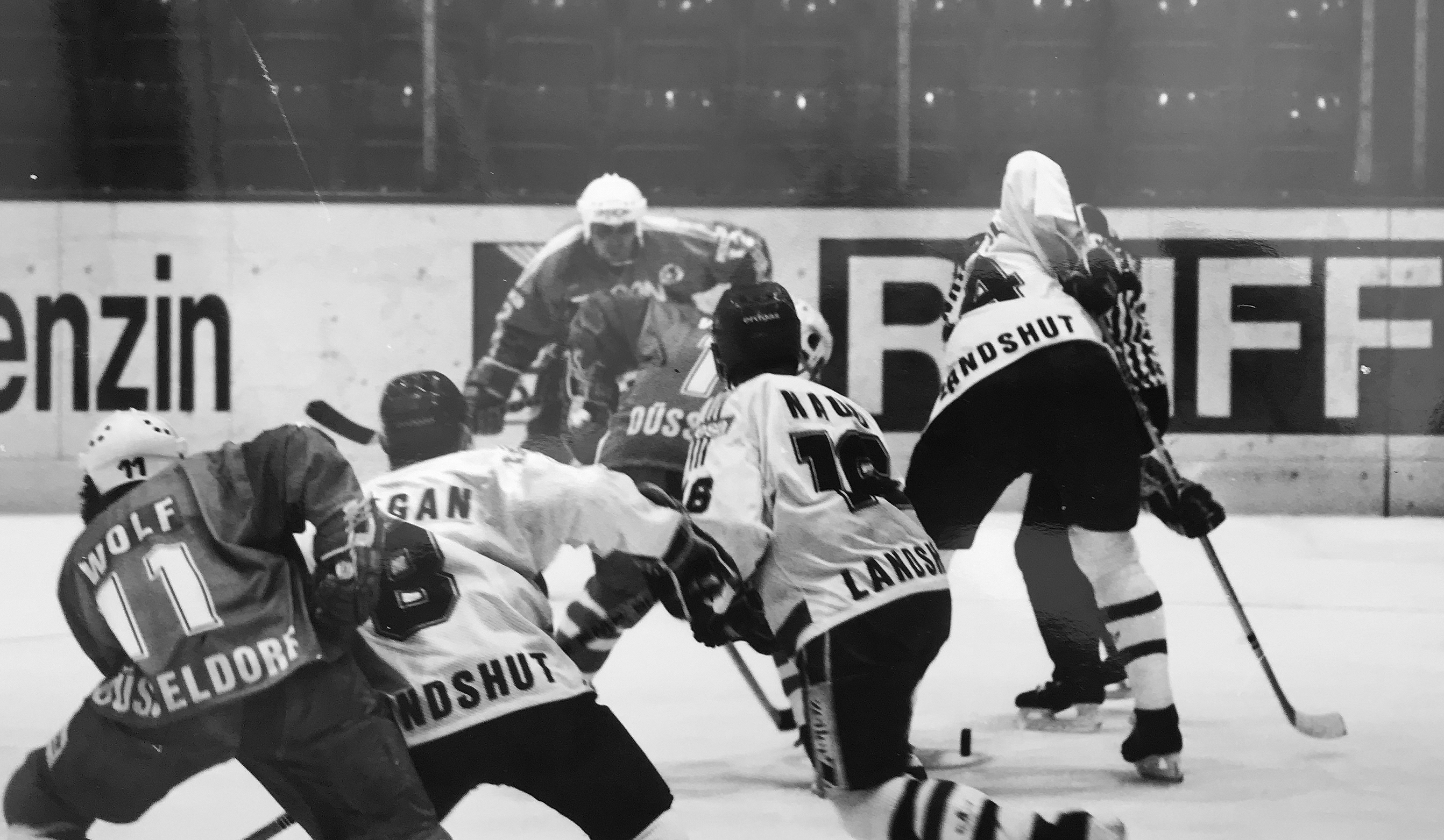
Erich Kühnhackl (rechts) im Trikot des EVL 1988/89

Erich Kühnhackl wurde am 17. Oktober 1950 als Sohn deutscher Eltern im tschechoslowakischen Citice geboren. Nach Genehmigung der Behörden reiste er zusammen mit seinen Eltern zur Zeit des Einmarsches der Warschauer-Pakt-Truppen in die Tschechoslowakei während des Prager Frühlings 1968 aus der ČSSR nach Landshut aus. Er setzte seine bereits beim HC Baník Sokolov begonnene Karriere als Eishockeyspieler beim EV Landshut fort. 1976 wechselte er für drei Jahre zum Kölner EC und kehrte danach zum EV Landshut zurück. 1985 bis 1987 absolvierte er zwei Spielzeiten beim Schweizer Club EHC Olten, bevor er abermals zum EV Landshut zurückkehrte, bei dem er 1989 seine Karriere als Spieler beendete, um Co-Trainer zu werden.
Zusammen mit seinen Landshuter Mitspielern Alois Schloder und Klaus Auhuber gelang ihm mit der deutschen Nationalmannschaft der Gewinn der Bronzemedaille im olympischen Eishockeyturnier 1976 in Innsbruck. Ab dem 16. Oktober 2008 war er Vizepräsident des Deutschen Eishockey-Bundes und schied 2014 aus. Neben diesem Amt fungierte er ab dem 1. Juli 2009 für gut ein Jahr zusätzlich als Sportdirektor im Nachwuchs- und Jugendbereich bei den Frankfurt Lions.
Kühnhackl erwarb sich Verdienste um das Landshuter Eishockey und machte so den Namen der Stadt bundesweit bekannt. Nach seiner aktiven Laufbahn blieb er dem Eishockey als Trainer verbunden. Trainerstationen waren unter anderem:
- EV Landshut
- Deutsche Nationalmannschaft
- Deutsche U18- und U20-Nationalmannschaft
- EC Bad Nauheim
- Erding Jets
- Eisbären Regensburg
- Straubing Tigers (bis zum 23. November 2007)

Kühnhackl ist verheiratet, Vater von drei Kindern und lebt in Landshut. Sein jüngster Sohn Tom Kühnhackl (* 1992) ist ebenfalls Eishockeyprofi und gewann bislang zweimal den Stanley Cup.
Neben seiner Trainerlaufbahn ist er der Namensgeber der Erich-Kühnhackl-Stiftung, deren Zweck unter anderem die Unterstützung von Nachwuchsmannschaften ist.
Bei der Kommunalwahl 2014 bewarb er sich für die CSU um ein Stadtratsmandat und wurde von Listenplatz 43 (von 44) auf Listenplatz 13, den ersten Nachrückerplatz, vorgewählt.

## Erfolge und Auszeichnungen
Im Verein:
- Deutscher Eishockey-Pokalsieger 1969
- Deutscher Meister 1970, 1977, 1979, 1983
- Deutscher Vizemeister 1974, 1976, 1984

In der Nationalmannschaft:
- 1976: Bronzemedaille bei den Olympischen Spielen in Innsbruck und anschließend Auszeichnung mit dem Silbernen Lorbeerblatt

Individuelle Ehrungen/Erfolge (national):
- 1976: Spieler des Jahres in der Bundesliga
- 1980: Tor-Rekord in der Bundesliga (83 Treffer in 48 Spielen)
- Achtfacher Topscorer der Bundesliga
- Erfolgreichster Scorer der Bundesliga-Geschichte mit 1.408 Scorer-Punkten in 752 Spielen
- Erfolgreichster Torschütze der Bundesliga-Geschichte mit 714 Toren-Punkten in 752 Spielen
- Mitglied in der Hall of Fame des deutschen Eishockeys[9]
- 2000: Wahl zum Deutschen Eishockeyspieler des Jahrhunderts
- 2016 Auszeichnung mit dem Bayerischen Sportpreis für sein Lebenswerk
- 2016: Aufnahme in die Hall of Fame des deutschen Sports[10]
- In Anerkennung seiner Verdienste um den EV Landshut wird die Trikotnummer 14 durch den Verein nicht mehr vergeben.

Individuelle Ehrungen/Erfolge (international):
- 1978: Erster deutscher Topscorer bei einer Weltmeisterschaft
- 1997: Aufnahme in die IIHF Hall of Fame[11]
- Rekordscorer der Nationalmannschaft (224 Punkte)
- Rekordtorschütze der Nationalmannschaft (134 Tore)
- In Anerkennung seiner Verdienste um die Nationalmannschaft wird die Trikotnummer 14 durch den DEB nicht mehr vergeben.